# Jezus z Nazaretu (miniserial)
Jezus z Nazaretu (ang. Jesus of Nazareth) – miniserial biblijny produkcji włosko-brytyjskiej z 1977 roku w reżyserii Franco Zeffirellego z Robertem Powellem w roli głównej.
Serial opowiada historię życia Jezusa oraz osób z nim związanych, aż do jego męczeństwa i śmierci. Serial zrealizowano z dużym rozmachem, imponującą scenografią i kostiumami.
W Polsce serial został premierowo wyemitowany w Wielki Tydzień 1992 roku na antenie TVP2, gdzie jest emitowany co roku w okresie Wielkiego Tygodnia. W 2012 roku serial został podzielony na 2 części i został wyemitowany w Wielki Piątek i w Wielką Sobotę przez stację telewizyjną TCM.

## Obsada
- Robert Powell – Jezus Chrystus
- Anne Bancroft – Maria Magdalena
- Ernest Borgnine – Centurion
- Claudia Cardinale – Cudzołożnica
- Valentina Cortese – Herodiada
- James Farentino – Szymon Piotr
- James Earl Jones – Baltazar
- Stacy Keach – Barabasz
- Tony Lo Bianco – Kwintyliusz
- James Mason – Józef z Arymatei
- Ian McShane – Judasz Iskariota
- Laurence Olivier – Nikodem
- Donald Pleasence – Melchior
- Christopher Plummer – Herod Antypas
- Anthony Quinn – Józef Kajfasz
- Fernando Rey – Kacper
- Ralph Richardson – Symeon
- Rod Steiger – Poncjusz Piłat
- Peter Ustinov – Herod Wielki
- Michael York – Jan Chrzciciel
- Olivia Hussey – Maryja
- Cyril Cusack – Jehuda
- Ian Holm – Zerah
- Jorgos Wojadzis – Józef
- Ian Bannen – Amos
- Marina Berti – Elżbieta
- Regina Bianchi – Anna
- Maria Carta – Marta
- Lee Montague – Habakuk
- Renato Rascel – ślepiec
- Oliver Tobias – Joel